# Wymiar Hausdorffa
Wymiar Hausdorffa – liczbowy niezmiennik metryczny; nazwa pojęcia pochodzi od nazwiska Feliksa Hausdorffa.

## Definicja
Niech {\displaystyle s>0.} Niech {\displaystyle (X,d)} będzie przestrzenią metryczną. Dla dowolnego podzbioru {\displaystyle E\subseteq X} określamy miarę zewnętrzną
{\displaystyle H_{\delta }^{s}(E)=\inf \left\{\sum _{i=1}^{\infty }\operatorname {diam} (A_{i})^{s}\right\},}
gdzie infimum bierzemy po rodzinach zbiorów {\displaystyle \{A_{i}\}_{i},} które pokrywają {\displaystyle E} i zawierają zbiory o średnicy mniejszej lub równej {\displaystyle \delta .}
Gdy {\displaystyle \delta } maleje, to {\displaystyle H_{\delta }^{s}(E)} rośnie. Zatem poniższa granica (skończona lub nie) istnieje i jest nazywana miarą Hausdorffa (dla wykładnika {\displaystyle s}):
{\displaystyle H^{s}(E)=\lim _{\delta \to 0}~H_{\delta }^{s}(E).}
Łatwo sprawdzić, że:
- {\displaystyle H^{s}(E)=0\implies H^{t}(E)=0\quad {}} dla każdego {\displaystyle t>s;}
- {\displaystyle H^{s}(E)=\infty \implies H^{t}(E)=\infty \quad {}} dla każdego {\displaystyle t<s.}

Wymiar Hausdorffa określa się wówczas jako
{\displaystyle \dim _{H}(E)=\inf\{s\colon H^{s}(E)=0\}=\sup\{s\colon H^{s}(E)=\infty \}.}

## Wymiar Hausdorffa a wymiar topologiczny
Wymiar Hausdorffa metrycznej przestrzeni ośrodkowej jest zawsze nie mniejszy od jej wymiaru topologicznego. Edward Marczewski (1937) udowodnił, że każda ośrodkowa przestrzeń metryczna dopuszcza metrykę indukującą jej topologię i taką, że wymiar Hausdorffa przy tej metryce jest równy wymiarowi topologicznemu.
Podobne twierdzenie, ale tylko dla przestrzeni metrycznych zwartych, dowiedli wspólnie Lew Pontriagin i Lew Sznirelman (1932) wykorzystując zamiast miary Hausdorffa logarytm minimalnych liczności ε-pokryć, podzielony przez {\displaystyle \log(\varepsilon ).}
Wynik Marczewskiego (oraz Eilenberga) przedstawiony jest w klasycznej monografii Witolda Hurewicza i Henry’ego Wallmana; patrz też rosyjskie tłumaczenie, gdzie znajduje się dodatek ze wspomnianą pracą Pontriagina-Sznirelmana.

## Praktyczna metoda wyznaczania
Dla większości zbiorów fraktalnych w przestrzeni metrycznej, obliczanie wymiaru fraktalnego może okazać się trudne. Jednak dla pewnej klasy obiektów fraktalnych można korzystać z następującego twierdzenia:
Niech {\displaystyle A_{\infty }} będzie atraktorem układu iterowanych odwzorowań {\displaystyle w_{1},\dots ,w_{k},} będących zwężającymi podobieństwami o skalach podobieństwa {\displaystyle a_{1},\dots ,a_{k}.} Ponadto załóżmy, że obrazy atraktora są rozłączne, to znaczy, że dla każdego {\displaystyle i\neq j} zachodzi {\displaystyle w_{i}(A_{\infty })\cap w_{j}(A_{\infty })=\emptyset .} Wtedy wymiar Hausdorffa {\displaystyle \dim _{H}(A_{\infty })} jest równy liczbie {\displaystyle r} będącej rozwiązaniem równania:
{\displaystyle |a_{1}|^{r}+\ldots +|a_{k}|^{r}=1.}
Powyższe równanie jest konsekwencją następującego zapisu oraz własnościami miary {\displaystyle H^{s}{:}}
{\displaystyle H^{s}(A_{\infty })=H^{s}(w_{1}(A_{\infty }))+\ldots +H^{s}(w_{k}(A_{\infty })),}
{\displaystyle H^{s}(A_{\infty })=|a_{1}|^{s}H^{s}(A_{\infty })+\ldots +|a_{k}|^{s}H^{s}(A_{\infty }),}
{\displaystyle 1=|a_{1}|^{s}+\ldots +|a_{k}|^{s}.}
Przykład: dywan Sierpińskiego:
Dywan Sierpińskiego jest atraktorem układu IFS ośmiu podobieństw o skalach podobieństwa {\displaystyle a_{i}=1/3.} Wtedy rozwiązaniem równania
{\displaystyle 8\cdot \left({\frac {1}{3}}\right)^{r}=1}
jest {\displaystyle r={\frac {\log(8)}{\log(3)}}\approx 1{,}8928.}
Dla kostki Mengera będzie to więc {\displaystyle \log(20)/\log(3),} dla piramidy Sierpińskiego {\displaystyle \log(4)/\log(2)=2,} a dla zbioru Cantora {\displaystyle \log(2)/\log(3).}